# Ciclismo nos Jogos Pan-Americanos de 2019 - Velocidade individual feminino
A competição de velocidade individual feminino foi um dos eventos do ciclismo nos Jogos Pan-Americanos de 2019, em Lima. Foi disputada no Velódromo de la Villa Deportiva Nacional nos dias 3 e 4 de agosto.

## Calendário
Horário local (UTC-5).
| Data        | Horário | Fase                      |
| ----------- | ------- | ------------------------- |
| 3 de agosto | 11:05   | Qualificação              |
| 3 de agosto | 12:37   | Oitavas de final          |
| 3 de agosto | 13:41   | Repescagem                |
| 3 de agosto | 18:05   | Quartas de final          |
| 4 de agosto | 11:05   | Semifinal                 |
| 4 de agosto | 11:32   | Disputa do 5º ao 8º lugar |
| 4 de agosto | 18:08   | Final                     |

## Medalhistas
| Ouro   | CAN Kelsey Mitchell |
| Prata  | COL Martha Bayona   |
| Bronze | MEX Luz González    |

## Recordes
Recordes mundial e pan-americano antes da disputa dos Jogos Pan-Americanos de 2019.
| Tipo                             | Atleta           | Tempo  | Local          | Data                  |
| -------------------------------- | ---------------- | ------ | -------------- | --------------------- |
|                                  | Kristina Vogel   | 10.384 | Aguascalientes | 7 de dezembro de 2013 |
| Recorde dos Jogos Pan-Americanos | Monique Sullivan | 10.992 | Toronto        | 18 de julho de 2015   |

## Resultados

### Qualificação
As doze mais rápidas avançam para as oitavas de final. 
| Colocação | Ciclista          | Nacionalidade | Tempo  | Notas |
| --------- | ----------------- | ------------- | ------ | ----- |
| 1         | Kelsey Mitchell   | CAN Canadá    | 10.890 | Q,    |
| 2         | Martha Bayona     | COL Colômbia  | 11.134 | Q     |
| 3         | Luz González      | MEX México    | 11.291 | Q     |
| 4         | Lisandra Guerra   | CUB Cuba      | 11.422 | Q     |
| 5         | Jessica Valles    | MEX México    | 11.435 | Q     |
| 6         | Amelia Walsh      | CAN Canadá    | 11.453 | Q     |
| 7         | Joanne Hacohen    | GUA Guatemala | 11.659 | Q     |
| 8         | Juliana GavirIa   | COL Colômbia  | 11.710 | Q     |
| 9         | Dahlia Palmer     | JAM Jamaica   | 11.884 | Q     |
| 10        | Natalia Vera      | ARG Argentina | 12.268 | Q     |
| 11        | Katheryne Sevilla | ECU Equador   | 12.339 | Q     |
| 12        | Genesis Tarira    | ECU Equador   | 12.677 | Q     |
| 13        | Mariana Díaz      | ARG Argentina | 12.845 |       |
| 14        | Ghillma Flores    | PER Peru      | 13.021 |       |
| 15        | Estephany Vilchez | PER Peru      | 13.597 |       |

### Oitavas de final
As vencedoras de cada confronto avançam para as quartas de final, enquanto as perdedoras se classificam para a repescagem. 
| Bateria | Classificação | Ciclista          | Nacionalidade | Tempo  | Notas |
| ------- | ------------- | ----------------- | ------------- | ------ | ----- |
| 1       | 1             | Kelsey Mitchell   | CAN Canadá    | 11.755 | Q     |
| 1       | 2             | Genesis Tarira    | ECU Equador   |        | R     |
| 2       | 1             | Martha Bayona     | COL Colômbia  | 11.904 | Q     |
| 2       | 2             | Katheryne Sevilla | ECU Equador   |        | R     |
| 3       | 1             | Luz González      | MEX México    | 11.661 | Q     |
| 3       | 2             | Natalia Vera      | ARG Argentina |        | R     |
| 4       | 1             | Lisandra Guerra   | CUB Cuba      | 11.920 | Q     |
| 4       | 2             | Dahlia Palmer     | JAM Jamaica   |        | R     |
| 5       | 1             | Jessica Valles    | MEX México    | 11.790 | Q     |
| 5       | 2             | Juliana Gaviria   | COL Colômbia  |        | R     |
| 6       | 1             | Amelia Walsh      | CAN Canadá    | 11.910 | Q     |
| 6       | 2             | Joanne Hacohen    | GUA Guatemala |        | R     |

### Repescagem
A vencedora de cada grupo avançou para as quartas de final. 
| Bateria | Colocação | Ciclista          | Nacionalidade | Tempo  | Notas |
| ------- | --------- | ----------------- | ------------- | ------ | ----- |
| 1       | 1         | Juliana Gaviria   | COL Colômbia  | 11.962 | Q     |
| 1       | 2         | Dahlia Palmer     | JAM Jamaica   |        |       |
| 1       | 3         | Genesis Tarira    | ECU Equador   |        |       |
| 2       | 1         | Joanne Hacohen    | GUA Guatemala | 12.037 | Q     |
| 2       | 2         | Natalia Vera      | ARG Argentina |        |       |
| 2       | 3         | Katheryne Sevilla | ECU Equador   |        |       |

### Quartas de final
| Bateria | Colocação | Ciclista        | Nacionalidade | Corrida 1 | Corrida 2 | Decisão | Notas |
| ------- | --------- | --------------- | ------------- | --------- | --------- | ------- | ----- |
| 1       | 1         | Kelsey Mitchell | CAN Canadá    | 11.486    | 11.795    |         | Q     |
| 1       | 2         | Joanne Hacohen  | GUA Guatemala |           |           |         |       |
| 2       | 1         | Martha Bayona   | COL Colômbia  | 12.029    | 12.076    |         | Q     |
| 2       | 2         | Juliana Gaviria | COL Colômbia  |           |           |         |       |
| 3       | 1         | Luz González    | MEX México    | 11.654    | 11.778    |         | Q     |
| 3       | 2         | Amelia Walsh    | CAN Canadá    |           |           |         |       |
| 4       | 1         | Jessica Valles  | MEX México    | 11.528    |           | 11.709  | Q     |
| 4       | 2         | Lisandra Guerra | CUB Cuba      |           | 11.701    |         |       |

### Semifinal
| Bateria | Colocação | Ciclista        | Nacionalidade | Corrida 1 | Corrida 2 | Decisão | Notas |
| ------- | --------- | --------------- | ------------- | --------- | --------- | ------- | ----- |
| 1       | 1         | Kelsey Mitchell | CAN Canadá    | 11.526    | 11.330    |         | Q     |
| 1       | 2         | Jessica Valles  | MEX México    |           |           |         |       |
| 2       | 1         | Martha Bayona   | COL Colômbia  |           | 11.457    | 12.197  | Q     |
| 2       | 2         | Luz González    | MEX México    | 11.426    |           |         |       |

### Disputa do 5º ao 8º lugar
| Colocação | Ciclista        | Nacionalidade | Tempo  | Notas |
| --------- | --------------- | ------------- | ------ | ----- |
| 5         | Lisandra Guerra | CUB Cuba      | 12.115 |       |
| 6         | Joanne Hacohen  | GUA Guatemala |        |       |
| 7         | Amelia Walsh    | CAN Canadá    |        |       |
| 8         | Juliana Gaviria | COL Colômbia  |        | DNS   |

### Disputa do bronze
| Colocação         | Ciclista       | Nacionalidade | Corrida 1 | Corrida 2 | Decisão | Notas |
| ----------------- | -------------- | ------------- | --------- | --------- | ------- | ----- |
| Medalha de bronze | Luz González   | MEX México    | 11.413    | 11.646    |         |       |
| 4                 | Jessica Valles | MEX México    |           |           |         |       |

### Final
| Colocação        | Ciclista       | Nacionalidade | Corrida 1 | Corrida 2 | Decisão | Notas |
| ---------------- | -------------- | ------------- | --------- | --------- | ------- | ----- |
| Medalha de ouro  | Kelsey Mitchel | CAN Canadá    | 11.415    | 11.449    |         |       |
| Medalha de prata | Martha Bayona  | COL Colômbia  |           |           |         |       |

Legenda
| Recorde mundial                  | Recorde mundial (World record)               |                       | Recorde africano                      | Recorde africano (African) |                                           | Q | Classificado por posição (Qualified) |
| Recorde dos Jogos Pan-Americanos | Recorde pan-americano (Pan-American record)  | Recorde da América    | Recorde da América (Americas)         | q                          | Classificado por melhor tempo (Qualified) |   |                                      |
| Melhor marca do ano              | Melhor marca do ano (World leading)          | Recorde asiático      | Recorde asiático (Asian)              | DNS                        | Não largou (Did not start)                |   |                                      |
| Recorde nacional                 | Recorde nacional (National record)           | Recorde europeu       | Recorde europeu (European)            | DNF                        | Não terminou (Did not finish)             |   |                                      |
| Recorde pessoal                  | Recorde pessoal do atleta (Personal best)    | Recorde da Oceania    | Recorde da Oceania (Oceania)          | DSQ / DQ                   | Desclassificado (Disqualified)            |   |                                      |
| Recorde da temporada             | Recorde da temporada do atleta (Season best) | Recorde sul-americano | Recorde sul-americano (South America) | NM                         | Sem marca (No mark)                       |   |                                      |